# 郊道
《郊道》，1964年末邵氏黃梅調电影《血手印》的插曲，國語，音樂人為顧嘉煇，填詞人為該電影的導演陳又新，並由反串飾演男主角林肇德的凌波主唱。
《血手印》雖是黃梅調電影，〈郊道〉卻屬於別的民間音樂，這被指是其時的潮流。據顧嘉煇姐姐顧媚的說法，他只精於爵士音樂，於是「參考了很多地方戲的曲譜，融會貫通以京劇的調子」創作出此曲。然而樂評人黃志華對比此曲與1959年的中國大陸京劇《楊門女將》的折子戲《探谷》此「高撥子」唱段，認為前者的曲調是「轉化」而來，質疑其創作成份。《華語電影與中國戲曲》亦指「其旋律直接摘自京劇」。有黃梅調歌后之稱的靜婷曾憶述其時邵氏黃梅調電影之盛行，提及此曲時說它「明明是京劇曲牌《高撥子》，也硬塞到黃梅調裏去。」歌詞則描述書生林肇德夜深前往王員外家後園與王家小姐私會的情境，部份句子亦被指與《探谷》相似。
〈郊道〉以高難度見稱，調子高亢，並講究轉音的技術。凌波自稱並無京劇經驗，唯有在錄音前不斷苦練，評論人陳煒智認為其演繹是「時代曲化的黃梅調電影唱腔」。電影上映多個月前，早就因梁山伯一角深受歡迎的凌波曾訪台演唱此曲，使之流行一時，故有人說歌曲不是因電影而走紅。後來它成為了她登台必唱的代表作，翻唱者亦不少，如鄧麗君、鳳飛飛等。

## 註腳
1. ↑  按香港電影資料館編綦的《香港影片大全》，工作人員名單內有「音樂：王居仁、作曲：顧嘉輝」[1]。電影界有音樂編輯（Music Editor）一職，懂音樂但不創作音樂，負責幫助導演跟配樂家溝通，並參與最終的混錄工作，使影音同步[2]。王居仁疑擔岡此職位。
2. ↑  京劇腔調，表達激昂悲憤的情緒。[5]